# Nerf buccal

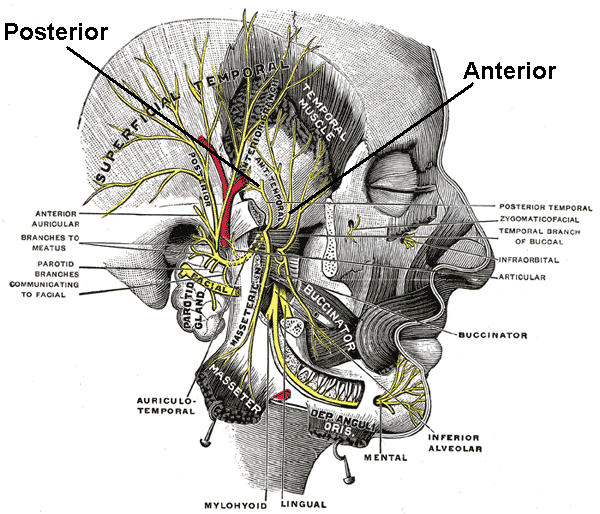
Nerf Buccal

Le nerf buccal est une branche du nerf mandibulaire (V3), lui-même issu du nerf trijumeau (V).
Il passe entre les deux chefs du muscle ptérygoïdien latéral qu'il innerve, et court ensuite, avec l'artère buccale, à la surface du muscle buccinateur innervé par le nerf facial car il s'agit d'un muscle de la mimique. Le nerf buccal est également responsable de la sensibilité du vestibule oral.